# Wysoke (rejon połtawski)
Wysoke (ukr. Високе) – wieś na Ukrainie, w obwodzie połtawskim, w rejonie połtawskim, w hromadzie Zińkiw. W 2001 liczyła 501 mieszkańców.